# Thuế nhập khẩu
Thuế nhập khẩu là một loại thuế mà một quốc gia hay vùng lãnh thổ đánh vào hàng hóa có nguồn gốc từ nước ngoài trong quá trình nhập khẩu. Khi phương tiện vận tải (tàu thủy, máy bay, phương tiện vận tải đường bộ hay đường sắt) đến cửa khẩu biên giới (cảng hàng không quốc tế, cảng sông quốc tế hay cảng biển quốc tế, cửa khẩu biên giới bộ) thì các công chức hải quan sẽ tiến hành kiểm tra hàng hóa so với khai báo trong tờ khai hải quan đồng thời tính số thuế nhập khẩu phải thu theo các công thức tính thuế nhập khẩu đã quy định trước. Về mặt nguyên tắc, thuế nhập khẩu phải được nộp trước khi thông quan để nhà nhập khẩu có thể đưa mặt hàng nhập khẩu vào lưu thông trong nội địa, trừ khi có các chính sách ân hạn thuế hay có bảo lãnh nộp thuế, nên đây có thể coi là một trong những loại thuế dễ thu nhất, và chi phí để thu thuế nhập khẩu là khá nhỏ.

## Lịch sử
Trong thời cổ đại và trung cổ, thuế nhập khẩu còn được các chính quyền địa phương thu, nhưng hiện nay điều này là rất hiếm và thông thường nó được nhà nước giao cho một tổ chức nhà nước chuyên trách về thuế xuất-nhập khẩu là hải quan thực hiện công việc kiểm tra, tính và thu thuế. Tại một số quốc gia, cơ quan chức năng khi tính thuế nhập khẩu cũng tính luôn cả thuế giá trị gia tăng (VAT) đối với mặt hàng nhập khẩu đó, mặc dù thuế giá trị gia tăng về nguyên lý chỉ được đánh khi hàng hóa tham gia lưu thông. Một số quốc gia có chính sách hoàn thuế nhập khẩu cùng thuế VAT khi các mặt hàng nhập khẩu được sử dụng vào sản xuất hàng xuất khẩu.
Trong thời đại ngày nay, các chính sách về thương mại, thuế và thuế quan (trong đó có thuế nhập khẩu) thường được xếp cùng nhau do ảnh hưởng chung của chúng đối với các chính sách công nghiệp, chính sách nông nghiệp và chính sách đầu tư. Các khối thương mại là nhóm các quốc gia liên minh thỏa thuận giảm thiểu hay loại trừ thuế quan đối với thương mại trong khối, cũng như khả năng áp đặt thuế quan có hiệu quả lên hàng nhập khẩu từ ngoài khối. Liên minh hải quan của khối thường có biểu thuế quan ngoài chung, và theo các quy định đã thỏa thuận thì các quốc gia thành viên chia sẻ các khoản thu nhập từ thuế quan đối với hàng hóa nhập khẩu vào trong khối.
Buôn lậu trong lĩnh vực nhập khẩu là hành vi mà một số tổ chức, cá nhân thực hiện trái luật để trốn thuế nhập khẩu.

## Mục đích
Thuế nhập khẩu theo truyền thống được đưa ra chủ yếu để tăng thu cho ngân sách, tuy nhiên nó cũng có thể để: 
- Giảm nhập khẩu bằng cách làm cho chúng trở nên đắt hơn so với các mặt hàng thay thế có trong nước và điều này làm giảm thâm hụt trong cán cân thương mại.
- Chống lại các hành vi phá giá bằng cách tăng giá hàng nhập khẩu của mặt hàng phá giá lên tới mức giá chung của thị trường.
- Trả đũa trước các hành vi dựng hàng rào thuế quan do quốc gia khác đánh thuế đối với hàng hóa xuất khẩu của mình, nhất là trong các cuộc chiến tranh thương mại.
- Bảo hộ cho các lĩnh vực sản xuất then chốt, chẳng hạn nông nghiệp giống như các chính sách về thuế quan của Liên minh châu Âu đã thực hiện trong Chính sách nông nghiệp chung của họ.
- Bảo vệ các ngành công nghiệp non trẻ cho đến khi chúng đủ vững mạnh để có thể cạnh tranh sòng phẳng trên thị trường quốc tế.
- Không khuyến khích nhập khẩu các mặt hàng có thể bị coi là xa xỉ phẩm hay đi ngược lại các truyền thống văn hóa dân tộc v.v.

Cơ sở cho các đàm phán thương mại như thực hiện các ưu đãi hay là trả đũa thương mại như đã nói ở trên vì nó có tính minh bạch và dễ dàng thực hiện.

## Phân loại
Theo phương thức tính thuế, có các kiểu thuế quan như sau:
- Thuế quan theo đơn giá hàng (ad valorem tariff): Là một tỷ lệ phần trăm nào đó của mặt hàng, chẳng hạn 10% trên giá CIF của hàng nhập khẩu, được gọi là thuế suất thuế nhập khẩu. Đôi khi ở đây cũng có vấn đề do giá cả trên thị trường quốc tế của hàng hóa giảm xuống thì thuế nhập khẩu cũng giảm theo và các ngành sản xuất trong nước trở thành dễ bị thương tổn hơn trong cạnh tranh. Ngược lại, khi giá hàng hóa tăng lên trên thị trường quốc tế thì thuế nhập khẩu cũng tăng lên, nhưng khi đó thì sản xuất nội địa của mặt hàng đó thông thường cũng ít quan tâm đến việc bảo hộ khi giá cả là cao hơn. Bên cạnh đó, ở đây còn có vấn đề chuyển dịch giá khi mà các tổ chức nhập khẩu khai báo giá/giá trị của mặt hàng mà họ đang kinh doanh thấp hơn nhiều so với giá thị trường, nhằm mục đích giảm nghĩa vụ thuế tổng thể.
- Thuế quan theo trọng lượng (specific tariff): Được tính theo trọng lượng của mặt hàng, chẳng hạn $5 trên 1 tấn. Kiểu tính thuế nhập khẩu này có thể là khó khăn hơn trong việc quyết định số lượng tiền thuế phải nộp, do nó cần sự cập nhật thường xuyên vì các thay đổi trên thị trường hay vì lạm phát.

Hiện nay, nói chung hải quan thực hiện tính thuế nhập khẩu theo kiểu thuế theo đơn giá hàng là chủ yếu.
Theo mục đích đánh thuế, có các kiểu thuế quan sau:
- Thuế quan tăng thu ngân sách: Là một tập hợp các mức thuế suất được đưa ra mà mục đích chính là làm tăng nguồn thu cho ngân sách nhà nước, còn mục đích bảo hộ cho sản xuất trong nước chỉ là thứ yếu. Chẳng hạn thuế quan mà một quốc gia không trồng cũng như không chế biến cà phê đánh vào cà phê nhập khẩu có mục đích chủ yếu là tăng thu cho ngân sách.

- Thuế quan bảo hộ: Được đưa ra với mục đích làm tăng giá một cách nhân tạo đối với hàng hóa nhập khẩu nhằm bảo hộ cho sản xuất trong nước trước sự cạnh tranh từ nước ngoài (Xem, thêm các bài Suất hiệu quả của bảo hộ và Thuế chống phá giá). Chẳng hạn, một thuế suất 20% trên giá trị máy móc nhập khẩu với giá nhập khẩu của chiếc máy là 2.000.000 VNĐ sẽ cho giá trị của nó sau thuế là 2.400.000 VNĐ. Giả sử không có khoản thuế nào khác nữa thì các nhà nhập khẩu phải bán chiếc máy này ít nhất phải ở mức giá trên 2.400.000 VNĐ để đảm bảo có lãi. Khi không có thuế nhập khẩu thì các nhà sản xuất trong nước nếu muốn bán được mặt hàng tương tự chỉ có thể tính giá ở mức khoảng 2.000.000 VNĐ cộng với một lợi nhuận hợp lý; nhưng do nhà nước đã áp thuế nhập khẩu đối với máy móc nhập khẩu nên họ hiện nay có thể tính giá ở mức cao hơn, có thể ở ngưỡng như giá bán ra của hàng nhập khẩu (sau khi chịu thuế) và như vậy họ sẽ có khả năng thu được nhiều lợi nhuận hơn cũng như ổn định hơn về mặt tài chính. Nói chung thuế quan bảo hộ được tính toán và đưa ra khi người ta cho rằng ở mức thuế suất thấp hơn thì sản xuất trong nước sẽ gặp phải sự cạnh tranh rất quyết liệt từ hàng nhập khẩu và thị phần về cơ bản sẽ nằm trong tay các nhà nhập khẩu.

- Thuế quan cấm đoán: Là thuế quan đưa ra với thuế suất rất cao, gần như không còn nhà nhập khẩu nào dám nhập mặt hàng đó nữa.

Ranh giới giữa thuế quan tăng thu ngân sách và thuế quan bảo hộ là khá mỏng manh và nhiều khi không thể phân biệt được. Thuế quan tăng thu ngân sách thuần túy chỉ có thể có khi quốc gia đó không có bất kỳ cơ sở sản xuất, gia công, chế biến nào có liên quan đến mặt hàng nhập khẩu đó. Ngoài trường hợp này ra thì các loại thuế quan tăng thu ngân sách không nhiều thì ít đều có tính chất bảo hộ cho sản xuất trong nước, ngoài chức năng tăng thu cho ngân sách, nhưng tính chất bảo hộ không rõ nét như ở thuế quan bảo hộ.

## Thuế suất
Theo mức thuế suất đối với cùng một mặt hàng, có thuế suất ưu đãi, thuế suất ưu đãi đặc biệt và thuế suất thông thường:
- Thuế suất ưu đãi: Áp dụng đối với hàng hóa nhập khẩu có xuất xứ từ nước, nhóm nước hoặc vùng lãnh thổ thực hiện quy chế tối huệ quốc (MFN) trong quan hệ thương mại với quốc gia đó. Thuế suất ưu đãi thông thường được quy định cụ thể cho từng mặt hàng trong biểu thuế nhập khẩu ưu đãi do cơ quan chức năng ban hành.

- Thuế suất ưu đãi đặc biệt: Áp dụng đối với hàng hóa nhập khẩu có xuất xứ từ nước, nhóm nước hoặc vùng lãnh thổ thực hiện ưu đãi đặc biệt về thuế nhập khẩu với quốc gia đó theo thể chế khu vực thương mại tự do, liên minh thuế quan hoặc để tạo thuận lợi cho giao lưu thương mại biên giới và trường hợp ưu đãi đặc biệt khác.

- Thuế suất thông thường: Áp dụng đối với hàng hóa nhập khẩu có xuất xứ từ nước, nhóm nước hoặc vùng lãnh thổ không thực hiện quy chế tối huệ quốc cũng như không thực hiện ưu đãi đặc biệt về thuế nhập khẩu với quốc gia đó. Thuế suất thông thường luôn luôn cao hơn so với thuế suất ưu đãi và thuế suất ưu đãi đặc biệt của cùng mặt hàng đó.

## Các vấn đề
Nếu ngành sản xuất trong nước bị thua thiệt trong cạnh tranh với hàng ngoại nhập thì tỷ lệ thất nghiệp do mất việc làm sẽ tăng lên cũng như sự suy giảm thu nhập từ các loại thuế khác có thể ảnh hưởng nghiêm trọng tới một bộ phận kinh tế nào đó của quốc gia. Các thuế suất thuế nhập khẩu bảo hộ được sử dụng như là biện pháp để chống lại khả năng này. Tuy nhiên, thuế quan bảo hộ cũng có các điểm yếu. Đáng chú ý nhất trong số các điểm yếu này là nó làm tăng giá của hàng hóa phải chịu thuế, gây bất lợi cho người tiêu dùng mặt hàng này hay cho các nhà sản xuất sử dụng mặt hàng đó vào việc sản xuất các mặt hàng khác. Chẳng hạn, việc đánh thuế nhập khẩu đối với lương thực, thực phẩm có thể gia tăng đói nghèo, trong khi việc đánh thuế lên thép có thể làm ngành sản xuất ô tô kém cạnh tranh hơn. Nó cũng có thể phản tác dụng nếu (các) quốc gia mà thương mại của họ bị thua sút do việc một quốc gia X nào đó áp thuế cao đối với hàng xuất khẩu của họ cũng áp thuế cao ngược trở lại đối với các mặt hàng xuất khẩu của quốc gia X, kết quả là một cuộc chiến thương mại và nó làm cho cả hai bên đều thua thiệt.
Các phê phán về tự do thương mại cho rằng thuế nhập khẩu là đặc biệt quan trọng cho các quốc gia đang phát triển như là một nguồn thu nhập chủ yếu. Các quốc gia đang phát triển thường chưa xây dựng được các thiết chế đủ mạnh để có thể đánh và thu đầy đủ các loại thuế như thuế thu nhập cá nhân cũng như thuế doanh thu hay thuế VAT. Trong so sánh với các dạng đánh thuế khác, thuế xuất-nhập khẩu thường là dễ thu hơn. Xu hướng dỡ bỏ thuế quan và xúc tiến tự do thương mại cũng bị cho là có ảnh hưởng tiêu cực tới các quốc gia đang phát triển do các quốc gia này gặp nhiều khó khăn hơn trong việc thay thế thuế quan bằng các nguồn thu khác, khi so với các quốc gia đã phát triển.